# Libyens flag
Libyens flag består af tre vandrette striber, henholdsvis rød, sort og grøn, i midten af den sorte stribe er en hvid halvmåne og en hvid stjerne. Det røde, sorte og grønne flag blev indført af Kongeriget Libyen, som opnåede uafhængighed fra Italien i 1951, og flaget var i brug indtil Muammar Gaddafis revolution i 1969, hvor Kong Idris 1. blev afsat.
Under den libyske borgerkrig i 2011 blev dette flag benyttet af oprørersstyrkerne, herunder af det af oprørerne dannede Nationale Overgangsråd (National Transitional Council, NTC). Efter oprørernes sejr i borgerkrigen blev det trefarvede flag indskrevet i artikel 3 i Libyens nye midlertidige forfatning, som blev offentliggjort i august 2011.

## Flag benyttet under Gaddafi-styret
Efter Gaddafis statskup i 1969 blev det trefarvede flag udskiftet med et pan-arabisk rødt, hvidt og sort flag. Dette flag blev efterfølgende erstattet af et ensfarvet grønt i 1977, efter opløsningen af Føderationen af Arabiske Republikker, hvor Egypten og Syrien havde været med. Den grønne farve symboliserede både islam og Gaddafistyret, hvis politiske filosofi var baseret på hans "Grønne Bog", og det ensfarvede grønne flag var det eneste moderne eksempel på et ensfarvet statsflag.

### Orlogsflag
Under Gaddaffis styre havde Libyen et orlogsflag bestående af en lys blå flagdug med styrets grønne flag indsat i øverste venstre hjørne, og et hvidt anker med ankerkæde placeret i flagets frie ende.

## Historiske flag
- Tripolitanias flag under den Osmaniske Rige (1864-1911)
- Emirat Cyrenaikas flag (1948-1951)
- Kongeriget Libyen (1951–1969)
- Libyens kongeflag (1951-1969)
- Libyens flag i årene 1969–1972
- Libyens flag som medlem af Føderationen af Arabiske Republikker (1972–1977)
- Libyens flag 1977-2011.
- Libyens orlogsflag under Gaddafis styre.

| Flag | Spire Denne artikel om flag eller vexillologi er en spire som bør udbygges. Du er velkommen til at hjælpe Wikipedia ved at udvide den. |